# Pieve di San Paolo (Arezzo)
La pieve di San Paolo è un luogo di culto cattolico della città di Arezzo, situato in località San Polo.

## Storia e descrizione
Sorta come chiesa battesimale paleocristiana, ristrutturata nell'VIII-IX secolo e ricordata nel 1031, ebbe nel XIII secolo un rifacimento romanico a forma basilicale con tre navate, documentato da due iscrizioni (1256) nella facciata. Tra la fine del Trecento e l'inizio del Quattrocento fu costruito il campanile a torre. Prima del 1424 furono tamponate le arcate laterali e l'interno fu ridotto ad una sola navata. Dopo il terremoto del 1796 fu completamente restaurata. 
L'interno conserva, alle pareti, affreschi quattrocenteschi attribuiti in parte a Lorentino d'Andrea, tra i quali un Sant'Antonio Abate per il quale è stato supposta una partecipazione di Piero della Francesca. Il ciborio è quattrocentesco. A destra dell'altare maggiore è l'ingresso al transetto costituito da tre arcate in cotto poggianti su colonne di granito con capitelli corinzi in marmo (V secolo).